# Mr.中村半次郎
Mr.中村半次郎（ミスター・なかむらはんじろう）は日本の元演歌歌手である。2006年徳間ジャパンコミュニケーションズよりデビュー。名付け親は中村玉緒。詳しいプロフィールは全て非公開。
この芸名は、実際には桐野利秋にちなんだ命名と見られる。桐野は池波正太郎によって小説の主人公となっている。

## ディスコグラフィー

### シングル
- 平成任侠伝（2006年1月25日）
  1. 平成任侠伝
  2. 平成任侠伝(オリジナル・カラオケ)
  3. 平成任侠伝(一般用 半音下げカラオケ)
  4. 風劇場
  5. 風劇場(オリジナル・カラオケ)
  6. 風劇場(一般用 半音下げカラオケ)
- ヨウソロー（2007年1月17日）